# Stepas Butautas
Stepas Butautas (né le 25 août 1925 à Kaunas, en Lituanie, et mort le 22 mars 2001, à Kaunas, en Lituanie), est un joueur et entraîneur soviétique de basket-ball.

## Palmarès
Joueur
- Finaliste des Jeux olympiques 1952
- Champion d'Europe 1947
- Champion d'Europe 1951
- Champion d'Europe 1953

Entraîneur
- Vainqueur du championnat du monde féminin 1959